# Yuibutsu yobutsu

Yuibutsu yobutsu (唯佛與佛) "Seul un éveillé avec un éveillé" est un texte du recueil Shôbôgenzô composé par Dôgen entre 1243 et 1253. Il approfondit la question de l'Éveil comme un retour au visage originaire, et ses conditions de réalisation.

## Titre
Le titre provient d'une formule célèbre du Sûtra du Lotus « Seul un éveillé avec un éveillé peut pénétrer à fond l'aspect réel des entités », que Dôgen commente dans ce texte.
Il est composé de quatre caractères 唯 Yui, 佛 butsu, 與 yo, 佛, butsu. L'idéogramme le plus important est 與 yo qui signifie « avec » mais aussi « être en accord avec ». Dans les textes bouddhistes, le terme sanskrit « Bouddha » peut prendre plusieurs sens : un être éveillé, Bouddha lui-même, l'éveil comme principe universel.
Bernard Faure traduit Yuibutsu yobutsu par « Seul Bouddha connaît Bouddha », Yoko Orimo reprend la traduction de Jean-Noël Robert du Sûtra du Lotus « Seul un éveillé avec un éveillé » et Pierre Nakimovitch traduit par « Un Buddha avec un Buddha seulement ».
Il ne faut pas attribuer à ce titre une indication élitiste, et Dôgen en donne une version populaire dans le texte : « Nul qui n'est poisson ne connaît le cœur des poissons, nul qui n'est oiseau ne saurait suivre la trace des oiseaux ». Charles Vacher l'explique à l'aide de l'anecdote métaphorique d'un prince rencontrant un mendiant, qui se conclut ainsi : « un sage reconnaît toujours un sage. Un homme ordinaire ne peut pas reconnaître un sage. L'homme ordinaire ne voit que l'apparence du mendiant. Seul le sage a la vision pénétrante qui lui permet de reconnaître son esprit. C'est un événement miraculeux. ». Il ajoute que, par cette rencontre, « le tout de la Vérité est connu, le moi individuel pénètre l'univers ».

## Présentation
Ce texte se caractérise par la beauté du style et sa profondeur contemplative. Rédigé par Dôgen entre 1243 et 1253, il fut transcrit en 1288 en japonais (hiraganas) dans l'édition secrète du Shôbôgenzô en 28 textes Himitsu-Shôbôgenzô. Ce recueil était initialement réservé aux élèves de Dôgen et ne fut que tardivement mis à la disposition du laïcat. L'enseignement dans les monastères reposait sur l'étude approfondie des textes bouddhistes, base doctrinale, et dans Yuibutsu yobutsu Dôgen suit le mouvement du verset du Sûtra du Lotus dont ce titre est extrait, l'un des plus étudiés, pour traiter de thèmes par ailleurs récurrents dans le Shôbôgenzô : l'univers entier (la Nature) comme corps, comme moi véritable et comme lieu de l'éveil.
L'esprit ne peut être le lieu de l'éveil, mais c'est l'univers qui est la communauté de l'éveil, pour retrouver notre visage originaire.

## L'enseignement

### L'esprit n'est pas le lieu de l'éveil
Dans la conception bouddhiste de la connaissance, on distingue le côté sensible et la pensée. Le moment sensible, premier, est la connaissance du vrai (de l'être en général), et la synthèse de la pensée, à un temps différent, est connaissance de l'imaginaire, des formes et couleurs : l'un est vrai, l'autre faux
Charles Vacher retrouve cette conception dans le texte de Dôgen qu'il commente ainsi : « Lorsque les sons ont pénétré nos oreilles, il-y-a comprendre : le corps comprend, sans retard ni médiation. Lorsque l’intellect, en s'intercalant, en se divertissant, joue avec les sons et les couleurs, se met en position extérieure, il-y-a ne pas comprendre ». Ce sont ces deux moments de la connaissance que Michel Bitbol distingue également lorsqu'il évoque « l'expérience saisissante qui précède l'activité de dénomination et de caractérisation » qui fragmente l'étant et le soumet à l'interdépendance de ses fragments.
L'Éveil, qui ne peut être conçu, analysé, anticipé, n'a donc rien à voir avec notre intellect, avec notre penser, notre imaginaire, il n'est pas du côté de la pensée, il lui est extérieur. Et Dôgen enseigne ainsi que « Si l'Éveil advenait en puisant sa force dans l'idée que vous en aviez d'avance, cet Éveil-là ne devrait pas être un Éveil prometteur. (...) L'Éveil est seulement soutenu par la force de l'Éveil. Sachez-le aussi, l'égarement est une chose qui n'existe pas en elle-même ; sachez-le aussi, l'Éveil est un fait qui n'existe pas en lui-même. ». Charles Vacher résume ainsi, dans une formule dogenienne: « L'éveil est l'éveil à l'illusion et l'illusion, illusion au sujet de l'éveil (...) la sagesse est sa propre origine, l'éveil éveille l'éveil ».
Ce moment initial de la connaissance, c'est l'esprit [ordinaire] de tous les jours dont parle Nansen [encadré] « c'est celui qui ne crée pas, qui ne fait pas de discrimination entre ce qui est et ce qui n'est pas, qui est sans attachement et sans détachement (...) ».
On trouve un écho à ces réflexions bouddhiques chez Carl Gustav Jung : « Il ne sert à rien de se cacher en s'enfonçant dans la pensée. La pétrification t'y rattrapera. Il te faut retourner à la pré-pensée maternelle pour y retrouver un renouveau ».
Et ainsi que le dit Dôgen : « Il y a toujours à apprendre lorsque vous vous rendez compte de l'inutilité de vos idées (...) »

### La Nature, la grande terre entière
Un ancien Bouddha dit : « La grande terre entière n'est autre que la porte de la délivrance ». Il dit aussi : « La grande terre entière n'est autre que le vrai corps humain ; (...) elle n'est autre que l'Œil de l'Éveillé du Soleil cosmique ; elle n'est autre que le Corps de la Loi qui est le Soi ». Le Soi, qui est le concept bouddhique du non-moi, unifié à tous les êtres vivants, à la Nature et au cosmos entier.
Le corps et l'esprit sont donc un, ensemble et avec l'univers. « Ce que Bouddha appelle le moi n'est autre que l'univers entier. Donc, que vous le sachiez ou non, il n'y a pas d'univers entier qui ne soit pas vous-même ».
Cela signifie donc, souligne Dôgen, que la porte de la délivrance, « la grande terre entière », est sans porte [encadré] car : « Il s'agit de vous. Rien n'existe en dehors de vous », « L'éveil n'ayant aucune substance en soi, il est inutile de rechercher l'éveil en dehors de la personne éveillée ».
C'est la « porte sans porte », et Charles Vacher résume : « seul l'esprit crée la porte ».
« Ne protestez pas en disant que votre vie n'est pas la même vie que celle des montagnes, rivières et Terre. Employez-vous à mettre au clair ce que l'ancien Bouddha a dit, que montagnes, rivières et Terre ont vu le jour en même temps que vous. ». L'homme ne le sait pas, mais « L'univers entier est le corps originaire ». Originaire, c'est-à-dire avant l'apparition de notre esprit.
Nous faisons un avec l'univers qui est la « communauté de l'éveil » : « Montagnes, rivières, vastes terres et hommes ont même naissance, les Buddha des trois mondes et les hommes ont même pratique, continûment ». Ainsi, « Induire le monde à l'éveil (...) n'est pas une action transitive sur le monde qui la subirait, mais l'entraînement dans la communauté de l'éveil (...) il faut connaître le principe selon lequel la production de la pensée [d'éveil] des Bouddha des trois mondes, et leur pratique, de toute nécessité, ne saurait se passer de notre corps et de notre pensée ». Yoko Orimo signale que dans un autre texte du Shôbôgenzô, Gabyo, Dôgen identifie la réalisation de la Voie à celle d'un tableau : l’Œil de la Nature est le « peintre » par excellence : « C'est dans l'univers de la résonance ou de la correspondance que la Nature se peint, et en se peignant, elle voit ce qu'elle est, et telle qu'elle est. Les formes et les couleurs, qui n'ont aucune consistance en soi, n'existaient pas avant la réalisation comme présence de la peinture vivante que la Nature présente à chaque instant (...) Il n'y a aucune frontière entre le moi et l'autre, puisque la vision de soi, propre à chaque existant de la Nature, est identique à celle de l'univers entier ».

### Le visage originaire, moi véritable
L'éveil est le moment où le Bouddha rencontre sa vérité, son visage originaire ; à la fois l'apparence primale des choses et la vision originaire que nous en avons, avant tout jugement et parole : nous avant que nous soyons nés. C'est ainsi que « du matin de son éveil au soir du parinirvana, Bouddha s'exprima librement sans avoir recours à un seul mot », discours hors subjectivité qui n'altère pas le visage originaire.
Ce visage originaire avant tout jugement ou parole est donc sans souillure, il n'est pas altéré par des ajouts ou des retraits subjectifs, ou des suspensions de jugement. « L'abandon est la condition du don de l'éveil. Abandon de soi, de toute appartenance et préconceptions. Abandon de la conception que l'on se fait de la bouddhéité même ».
De nos jours, la psychanalyse prend en compte cette étape dans l’avènement de l'individu, et Freud le reconnaissait en 1929 : « Il est nécessaire d'admettre qu'il n'existe pas dès le début, dans l'individu, une unité comparable au moi ; le moi doit subir un développement. ». Les études de psychologie génétique confirment ce point de vue. À l'aube de sa vie mentale, « Le nourrisson est le flot de sensations d'où émergent des sensations mentales qui sont pour lui des entités sans nom »puis « C'est l'angoisse d'une chute sans fin, d'une liquéfaction totale de soi qui pousse le bébé à s'accrocher, à se coller, etc., à se constituer ainsi un fonctionnement moïque et une identité par rapport à un objet, si primitif soit-il ».
Pour conserver, ou retrouver ce visage originaire, nous ne devons faire nôtre aucun des constituants de notre existence psychique et physique (forme, sensations, perceptions, idées, conscience) dont les êtres humains s'attribuent la propriété pour fabriquer le concept d'« être propre », alors que ces constituants sont vides. Le jugement est un comportement d'appropriation, mais pour le regard originaire il n'y a ni appropriateur ni approprié. Le visage originaire ne peut être connu que dans une attitude de non-appropriation, de non-recherche et de non-dépendance.
Il n'y a pas d'Éveil hors de la Nature, manifestation de l'Éveillé. « Le visage originaire sans souillure n'est pas à rechercher hors de la phénoménalité de ce monde, mais au sein même de celle-ci ».